# Coreura lysimachides
Coreura lysimachides là một loài bướm đêm thuộc phân họ Arctiinae, họ Erebidae.